# إيفان توميشاك
إيفان توميشاك (بالكرواتية: Ivan Tomečak)‏ (7 ديسمبر 1989 في زغرب، كرواتيا) لاعب كرة قدم لفريق النصر السعودي، كرواتي الجنسية يجيد اللعب في مركزي الظهير الأيمن والظهير الأيسر وقع مع نادي النصر السعودي عقد لمدة سنتين في عام 2016 بتوصية من المدرب الكرواتي زوران ماميتش و تم فسخ العقد بعد سنة .

## روابط خارجية
- إيفان توميشاك على موقع الاتحاد الأوربي (الإنجليزية)
- إيفان توميشاك على موقع اتحاد كرواتيا (الكرواتية)
- إيفان توميشاك على موقع اتحاد أوكرانيا (الإنجليزية)
- إيفان توميشاك على موقع قاعدة بيانات كرة القدم.إي يو (الإنجليزية)
- إيفان توميشاك على موقع ناشيونال فوتبول تيمز (الإنجليزية)
- إيفان توميشاك على موقع Soccerway.com (الإنجليزية)
- إيفان توميشاك على موقع عالم كرة القدم.نت (الإنجليزية)
- إيفان توميشاك على موقع AS.com (الإسبانية)